# ズルカルナエン・ザイナル
ズルカルナエン・ビン・ザイナル（Zulkarnaen bin Zainal、1973年10月1日 - ）は、シンガポールの元サッカー選手。元シンガポール代表。ポジションはLB。

## 経歴
1998 タイガーカップの際にシンガポール代表の一員であり、この大会でシンガポール代表は優勝した。また、シンガポール・ナショナルスタジアムでリヴァプールFC、マンチェスター・ユナイテッドFCとも対戦経験があり、前者は0-2、後者は1-8で敗北した。

## タイトル

### クラブ
ゲイラン・ユナイテッドFC
- Sリーグ: 1996, 2001
- シンガポールFAカップ: 1996

タンピネス・ローバースFC
- Sリーグ: 2004, 2005, 2011
- シンガポール・カップ: 2004, 2006
- シンガポール・チャリティーシールド: 2011
- ASEANクラブ選手権: 2005

### 代表
シンガポール
- 東南アジアサッカー選手権: 1998

### 個人
- Sリーグ市民選出賞: 2005